# Дыцевич, Кирилл Валерьевич
Кири́лл Вале́рьевич Дыце́вич (белор. Кірыл Валер’евіч Дыцэвiч, род. 21 декабря 1992, Берёза, Брестская область, Беларусь) — белорусский актёр.

## Биография
Родился 21 декабря 1992 года в городе Берёза Брестской области Беларуси. Со школьных лет участвовал в праздничных и театральных постановках. Окончив среднюю школу № 2, Кирилл поступил в политехнический университет, где изучал микроэлектронику следующие три года. В качестве хобби он создавал музыку и записывал с друзьями короткие видеоролики. Однажды в их университетский актовый зал заглянул Владимир Андреевич Мищанчук (декан актёрского факультета Академии искусств), который искал помещение для постановки дипломного спектакля, и заметил Кирилла.
В 2014 году Дыцевич стал победителем конкурса «Мистер Беларусь». Вскоре он стал ведущим вокального шоу «Вечера в Мирском замке», а также был приглашён в один из выпусков еженедельной информационной программы «Неделя в Беларуси» на телеканале ТРО. Интервью с Кириллом после победы в конкурсе также взяли журналисты телеканала ОНТ и различные интернет издания.
Летом того же года Дыцевич принял участие в проекте «Свидание с Мистером Беларусь». Мистер Беларусь за время проекта встретился с девушками разных возрастов, профессий и характеров в Cafe Netto.
В 2015 году Дыцевич участвовал в мюзикле 3D-формата «Папараць-кветка», прогастролировав по всей стране. 15 июля 2016 года вместе с Анжеликой Агурбаш стал ведущим гала-концерта «Витебск собирает друзей» юбилейного XXV фестиваля «Славянский базар» в Витебске. В том же году окончил Белорусскую государственную академию искусства по специальности «актёр драматического театра».
18 ноября 2016 года в Тбилиси Дыцевич принял участие в благотворительной конференции «Поможем в лечении тяжело больным детям и продлим им жизнь», навестив детей и встретившись с официальными лицами. Все средства переданы на лечение детей. Также во время поездки в Грузию Кирилл посетил утренний эфир грузинского телеканала Имеди.
12 октября 2018 Кирилл принял участие в проекте «Media Lounge» от Высшей Школы Media&Production.

### Актёрская карьера
Дыцевич дебютировал в 2013 году, снявшись в трёх мелодраматических сериалах «Ненавижу и люблю», «Потому что люблю» и «Под знаком Луны». Затем последовали социальная драма «Все сокровища мира» и сериал «Старшая дочь» на «Первом канале», где Кирилл перевоплотился в проблемного подростка ради эпатажа поджигающего чужие машины.
В 2015 году снялся в пяти картинах, среди которых: мелодрама «Домработница», криминальный фильм «Дочь за отца», мелодраматический сериал «Удар зодиака».
В 2016 году Дыцевич появился в украинском мелодраматическом сериале «Запретная любовь». В основной актёрский состав фильма, помимо Кирилла Дыцевича, вошли Алика Смехова, Дмитрий Мухин, Эдуард Трухменёв.
В 2017 году на украинском телевидении состоялась премьера криминального детектива «Тот, кто не спит». Его герой Фил — частный детектив, вошедший в команду сыщиков, которые берутся за самые сложные и запутанные преступления. Исполнителями главных ролей также стали Олеся Фаттахова, Александр Яцко, Олег Савкин, Ирина Мельник, Фёдор Гуринец.
В этом же году на телеканале «1+1» стартовал проект «Хороший парень» с участием белорусского артиста в главной роли. Сериал о молодом человеке, взявшем на себя вину собственной девушки по непреднамеренному убийству, создавался по сценарию южнокорейской мелодрамы.
Также снялся в российском мелодраматическом сериале «Каждому своё», в котором герой Дыцевича Олег стал участником любовного треугольника.
В 2018 году Дыцевич появился в многосерийной спортивной комедии «Большая игра». Производством сериала занималась компания «Goose Goose Films». Премьера телесериала состоялась 27 августа 2018 года на телеканале «СТС».
В сентябре 2018 г. белорусский актёр снялся в сериале «У прошлого в долгу!».
В октябре 2018 г. на экраны вышел украинский сериал «Две матери». Главные роли в сериале исполнили украинские актёры Ольга Атанасова, Зоряна Марченко, Михаил Пшеничный, Кирилл Дыцевич и звёзды украинского кинематографа Ольга Сумская, Ирма Витовская, Виталина Библив, Николай Боклан и Анатолий Гнатюк.
Декабрь 2018 года отмечен двумя новыми премьерами. В России на телеканале ТВЦ вышла 4-х серийная мелодрама «Ныряльщица за жемчугом». Главные роли сыграли Станислав Бондаренко, Екатерина Копанова, Кирилл Дыцевич и Марина Волкова.
На Украине телеканал «1+1» показал 4-х серийную комедию «Полюби меня такой», в главных ролях: Кирилл Дыцевич, Ольга Атанасова, Дмитрий Сова, Олег Савкин и др. Режиссёр проекта — Евгений Баранов.
Весна 2019 года началась с премьеры 16-ти серийной мелодрамы «Солнечный ноябрь». Это украинская адаптация популярного южнокорейского формата «Осень в моём сердце».
Осенью Дыцевич сыграл в короткометражном фильме «Бывшие», где главную женскую роль исполнила украинская певица Тина Кароль. Фильм собрал немало побед на кинофестивалях.
6 октября 2019 года состоялась премьера четырёхсерийного фильма «Ищу тебя».
23 ноября 2019 г. на экраны вышла мелодрама «Любовь с закрытыми глазами» производства компании «Фильм-стрим».
Первая премьера с Кириллом в 2020 году состоялась на телеканале «1+1» мелодрамой «Подари мне счастье». Режиссёр-постановщик — Евгений Баранов. В ролях: Анастасия Крылова, Олег Москаленко, Кирилл Дыцевич, Виталий Кудрявцев, Валерия Ходос, Николай Боклан, Неонила Белецкая и др.

### Личная жизнь
Бывшая жена — Анастасия Самбурская. Брак продлился месяц.

## Фильмография
| Год  |     | Название                                 | Роль                                                       |
| ---- | --- | ---------------------------------------- | ---------------------------------------------------------- |
| 2013 | ф   | Букет                                    | Вячеслав                                                   |
| 2013 | с   | Долгая дорога                            | Имя персонажа не указано                                   |
| 2013 | с   | Все сокровища мира                       | Имя персонажа не указано                                   |
| 2013 | с   | Ненавижу и люблю                         | Максим Конышев                                             |
| 2013 | с   | Потому что люблю                         | Сергей                                                     |
| 2013 | с   | Под знаком луны                          | Максим                                                     |
| 2014 | с   | Старшая дочь                             | Антон Сабитов                                              |
| 2014 | с   | Государственная граница                  | Имя персонажа не указано                                   |
| 2015 | с   | Домработница                             | Илья                                                       |
| 2015 | с   | Удар зодиака                             | лейтенант Константин Горелов                               |
| 2015 | с   | Дочь за отца                             | Игорь Захаров                                              |
| 2015 | с   | Ради любви я всё смогу                   | Константин Михайлович Городецкий                           |
| 2016 | ф   | Любовь без правил                        | Имя персонажа не указано                                   |
| 2016 | ф   | Танкист                                  | Гуго, оператор немецкой военной кинохроники                |
| 2016 | с   | Запретная любовь                         | Егор                                                       |
| 2016 | с   | Куба                                     | парень на дискотеке\продавец телефона (в титрах не указан) |
| 2017 | с   | Хороший парень                           | Олег Воскресенский                                         |
| 2017 | с   | Каждому своё                             | Олег                                                       |
| 2017 | с   | Тот, кто не спит                         | Фил                                                        |
| 2018 | с   | Большая игра                             | Евгений Смолин                                             |
| 2018 | с   | У прошлого в долгу!                      | Вадим                                                      |
| 2018 | с   | Две матери                               | Сергей                                                     |
| 2018 | с   | Ныряльщица за жемчугом                   | Юрий                                                       |
| 2018 | с   | Полюби меня такой/ Деревенская история   | Павел                                                      |
| 2019 | с   | На краю                                  | Руслан (Казим), вербовщик ИГИЛ                             |
| 2019 | кор | Бывшие                                   | Призрак Пьеро                                              |
| 2019 | с   | Солнечный ноябрь                         | Кирилл                                                     |
| 2019 | с   | Любовь с закрытыми глазами               | Артем                                                      |
| 2019 | с   | Ищу тебя                                 | Алекс                                                      |
| 2019 | кор | Зеленая лампа                            | Антон                                                      |
| 2020 | с   | Подари мне счастье                       | Глеб                                                       |
| 2020 | с   | Хрустальная мечта                        | Олег                                                       |
| 2020 | с   | Отдай свою жизнь                         | Эд                                                         |
| 2021 | с   | Из чувства долга                         | Валерий                                                    |
| 2021 | с   | Мой любимый друг                         | Олег                                                       |
| 2021 | с   | Гром среди ясного неба                   | Сергей                                                     |
| 2025 | с   | Постучись в мою дверь в Москве (2 сезон) | Сергей Градский, бизнесмен                                 |

## Театральные работы
С 2016 по 2017 гг. — актёр Московского театра им. Пушкина:
- «Мера за меру» Шекспира (реж. Деклан Доннеллан) — Клавдио;
- «Великая магия» — Мариано.

2020 год.
- «Бывшие» — почти французская комедия. Продюсер — Иван Жидков. В ролях: Кирилл Дыцевич, Станислав Бондаренко, Андрей Соколов, Евгения Лоза, Анна Михайловская, Максим Важов.

## Участие в съёмках

### Клипы
- Мот — «На дне» (2016)[17]. Кирилл стал главным героем клипа, который одновременно сыграл офисного сотрудника и «отвязного тусовщика»[18].
- Анастасия Андреева — «Затмение» (2017)[19].
- Григорий Лепс — «Одежда между» (2020)[20].

### Реклама
- Реклама джинсовой одежды PaRus Jeans (2014).
- Реклама рубашек торговой марки ELIZ (2016)[21].

## Призы и награды
- Победитель конкурса «Мистер Беларусь − 2014»[22];
- Благодарность от Министра культуры Республики Беларусь от 6 апреля 2016 года[23];
- Благодарность Президента Республики Беларусь от 28 июня 2016 года «За отличные успехи в учёбе, примерное поведение, высокие показатели в научной и общественной деятельности, активную гражданскую позицию»[24].